# 旧卡尔顿公墓

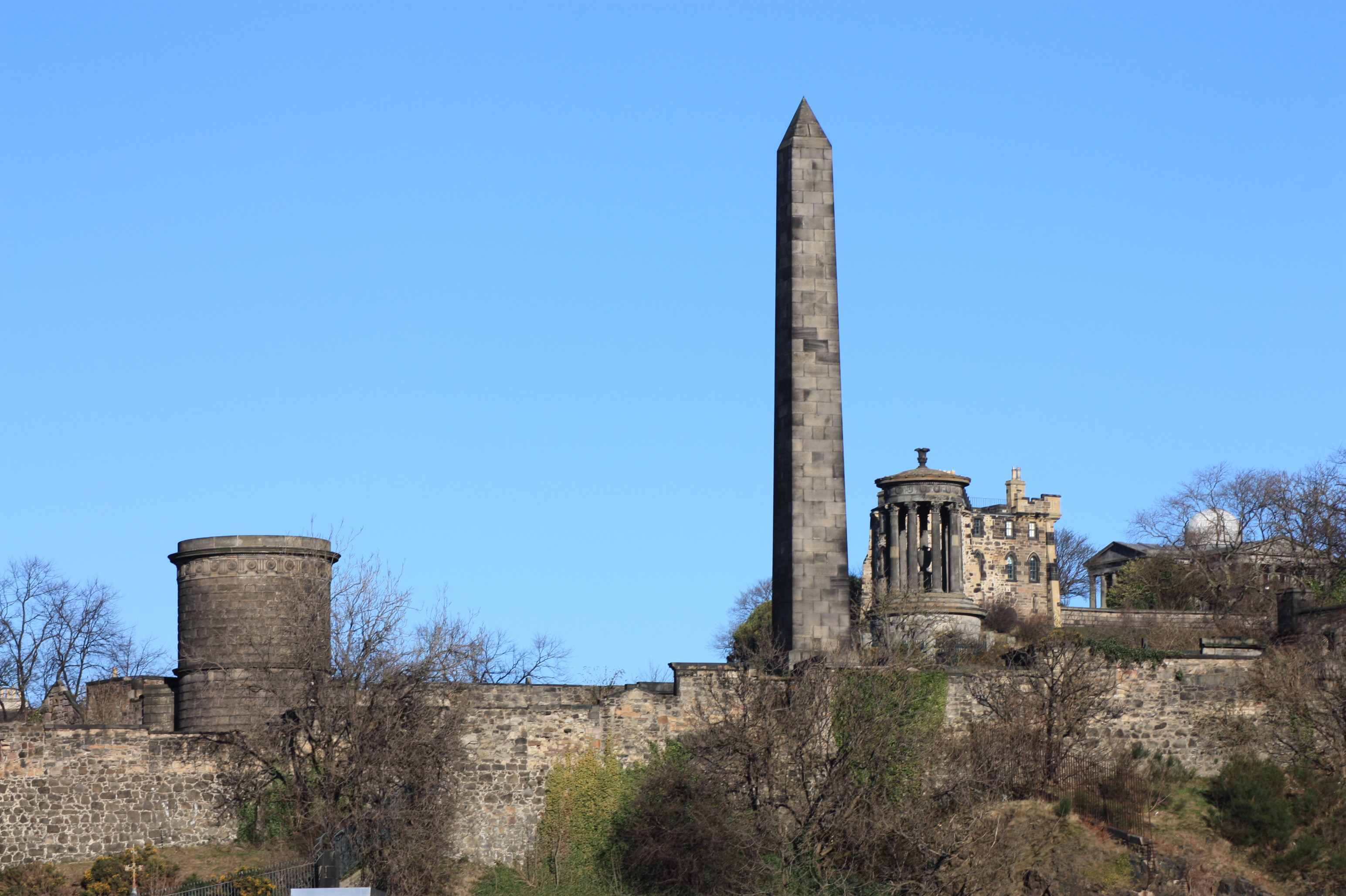

旧卡尔顿公墓（Old Calton Burial Ground）是位于苏格兰爱丁堡卡尔顿山的一处墓地，位于市中心的东北部。墓地建立于1718年，一些苏格兰名人均埋葬于此，包括哲学家大卫·休谟（David Hume）、科学家约翰·普莱费尔（John Playfair）、出版商威廉·布莱克伍德（William Blackwood）和Archibald Constable，以及牧师Robert Smith Candlish。政治烈士纪念碑（Political Martyrs' Monument）也位于此处，这是一个方尖碑，纪念一些政治改革者，和苏格兰的“美国内战纪念碑”。
在1819年建造滑铁卢坊（Waterloo Place）之后，墓地被分成两部分。该墓地与爱丁堡的其他历史性墓地，均由爱丁堡市议会管理。墓地，包括围墙和墓碑， 均被列为A类登录建筑加以保护。

## 历史

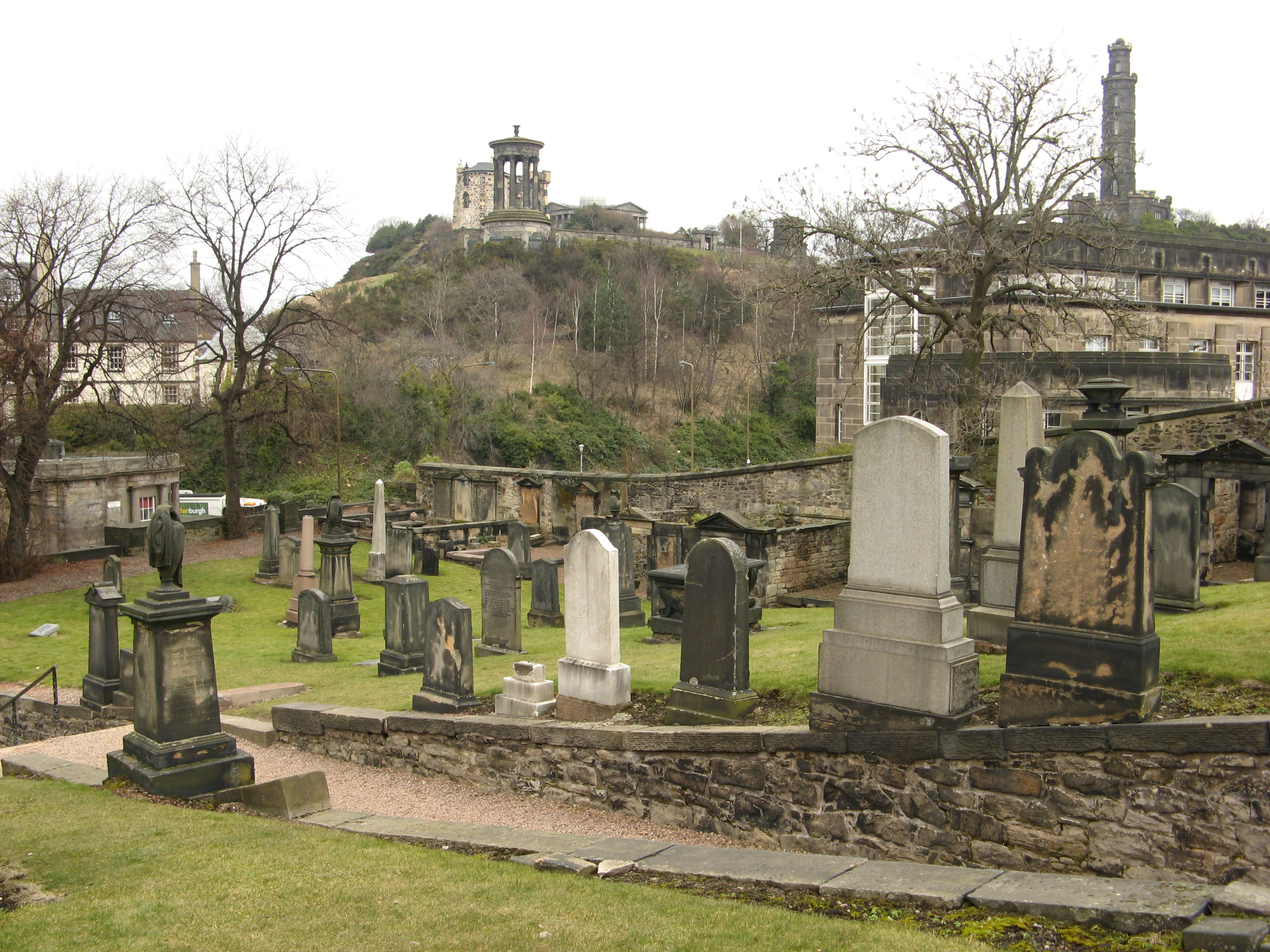

卡尔顿山西麓卡尔顿村的村民最初将他们的尸体埋在利斯南教堂（South Leith Parish Church），但因诸多不便，在1718年，以1013英镑的代价，从领主Balmerino购买了半英亩土地，作为村庄的墓地使用。从村庄上山通往墓地的陡峭道路，最初称为“高卡尔顿”（High Calton），现在称为“卡尔顿山”。墓地曾多次扩大，埋葬在1869年停止。

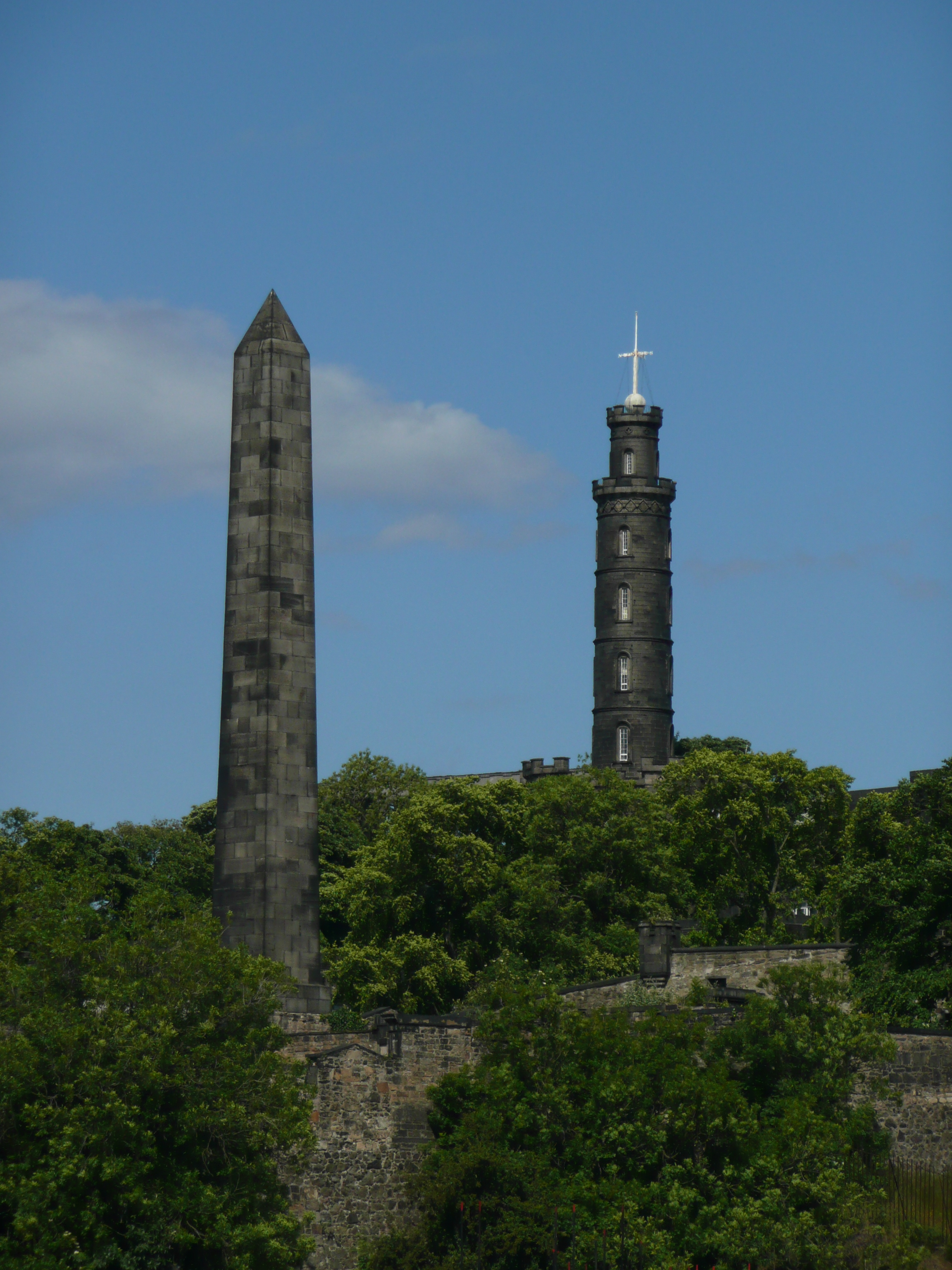
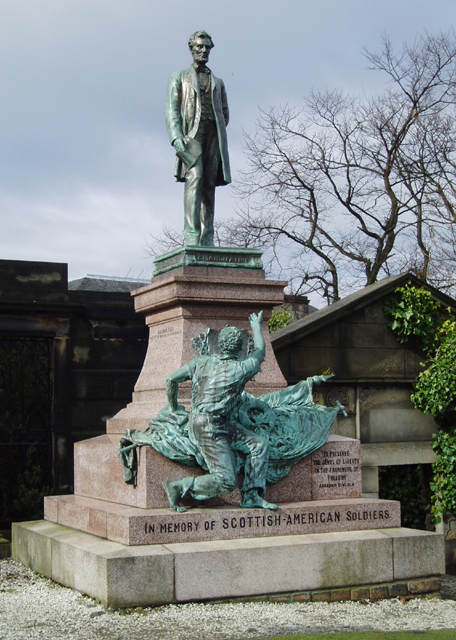
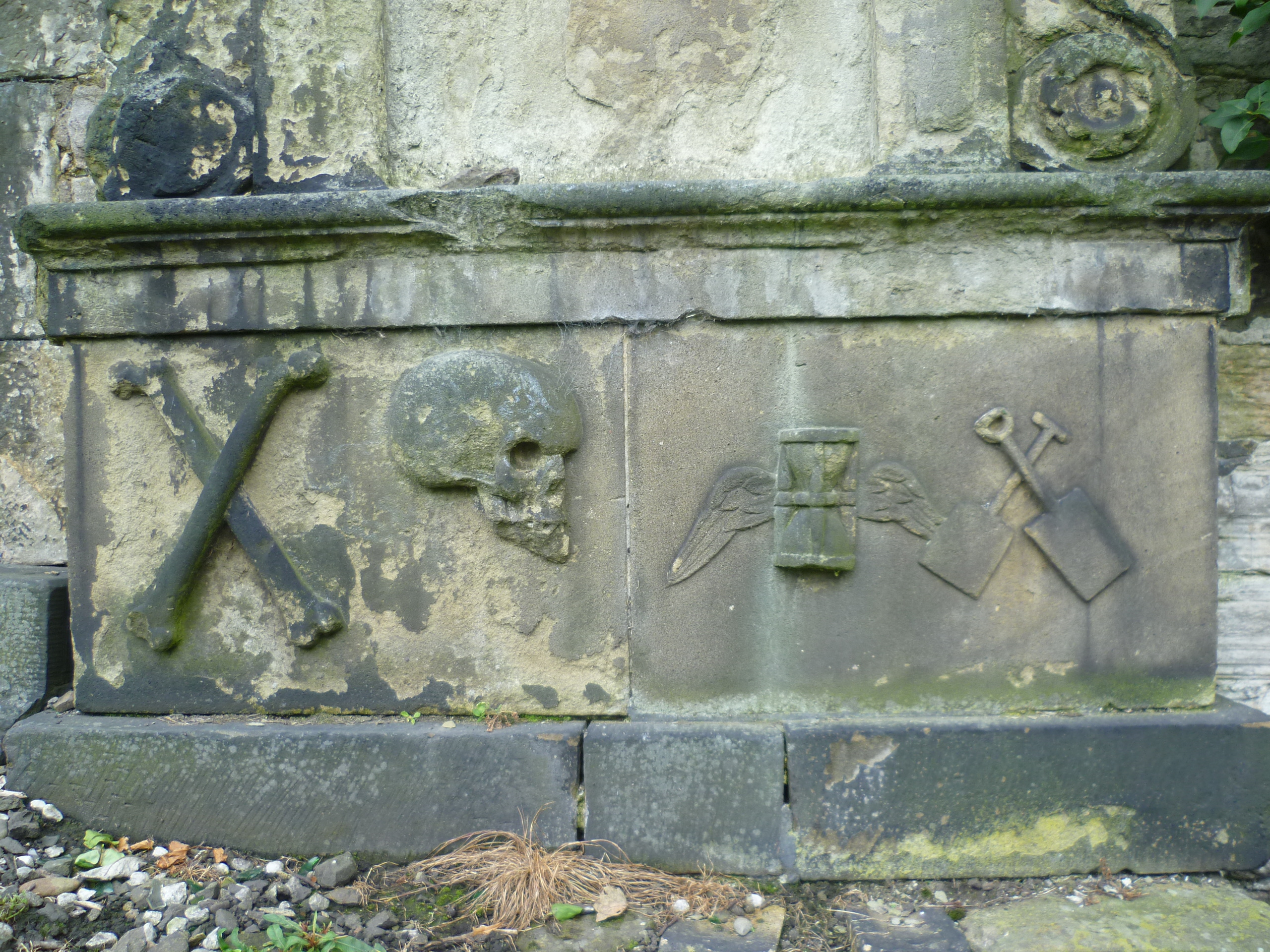
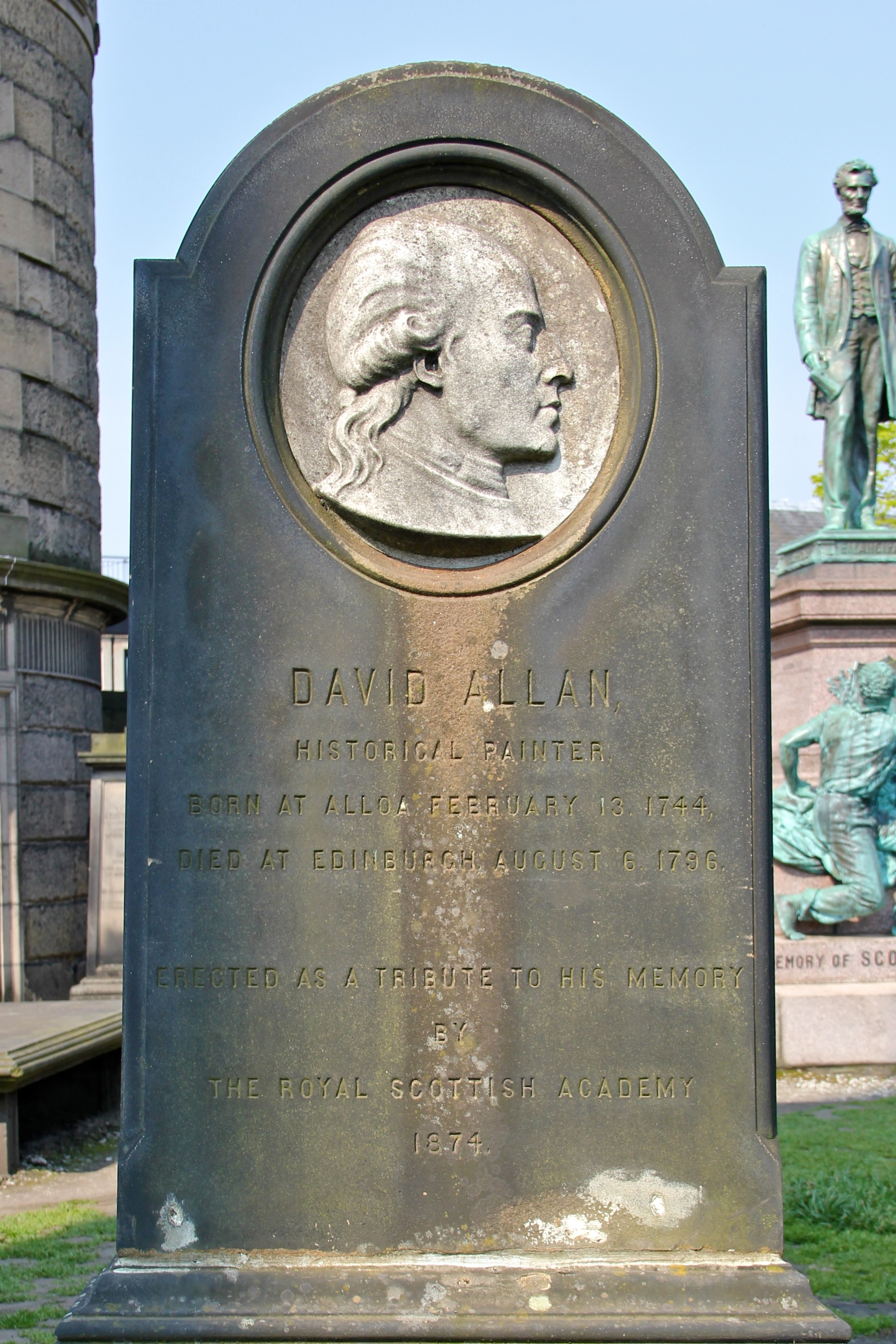
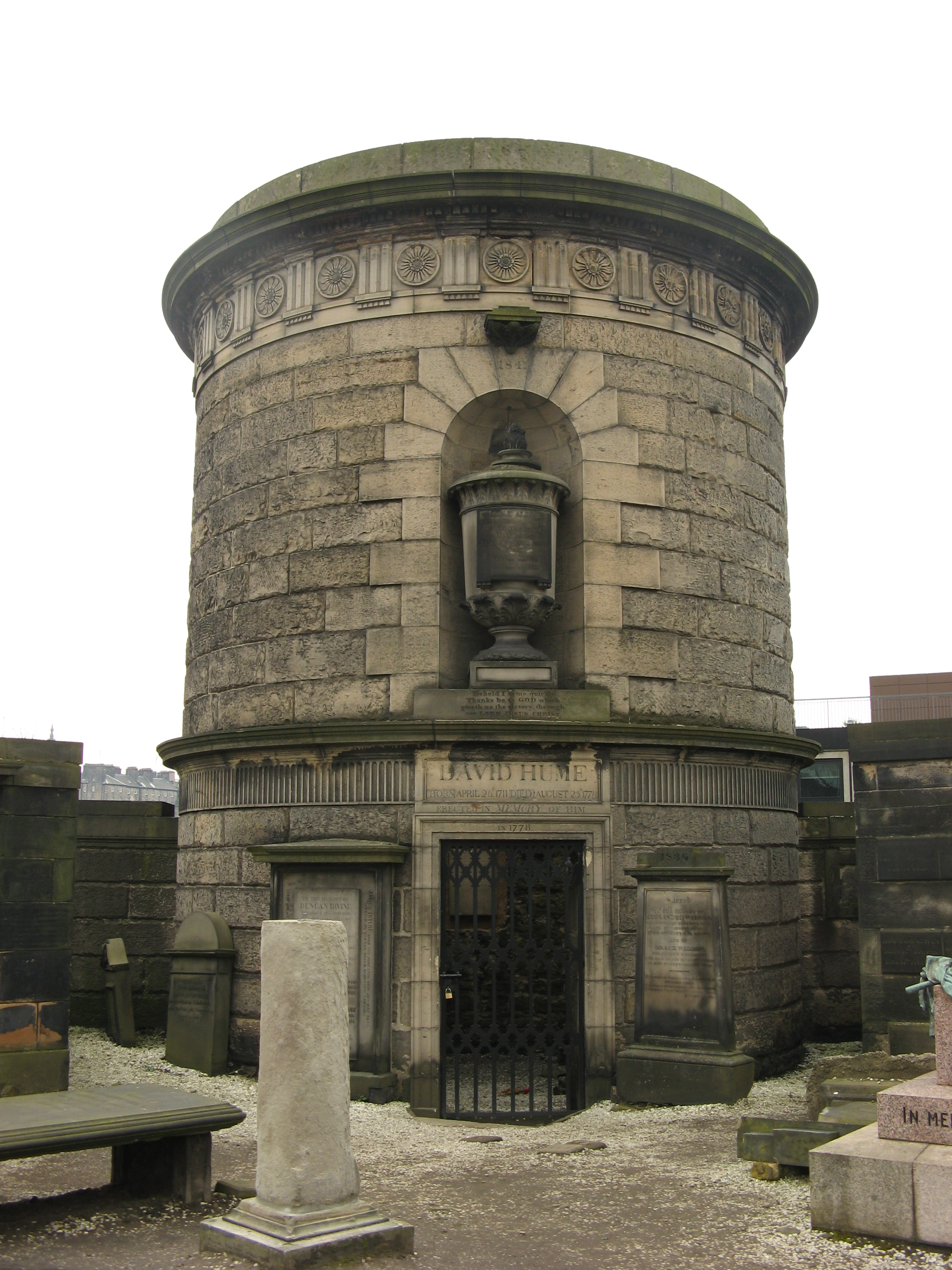
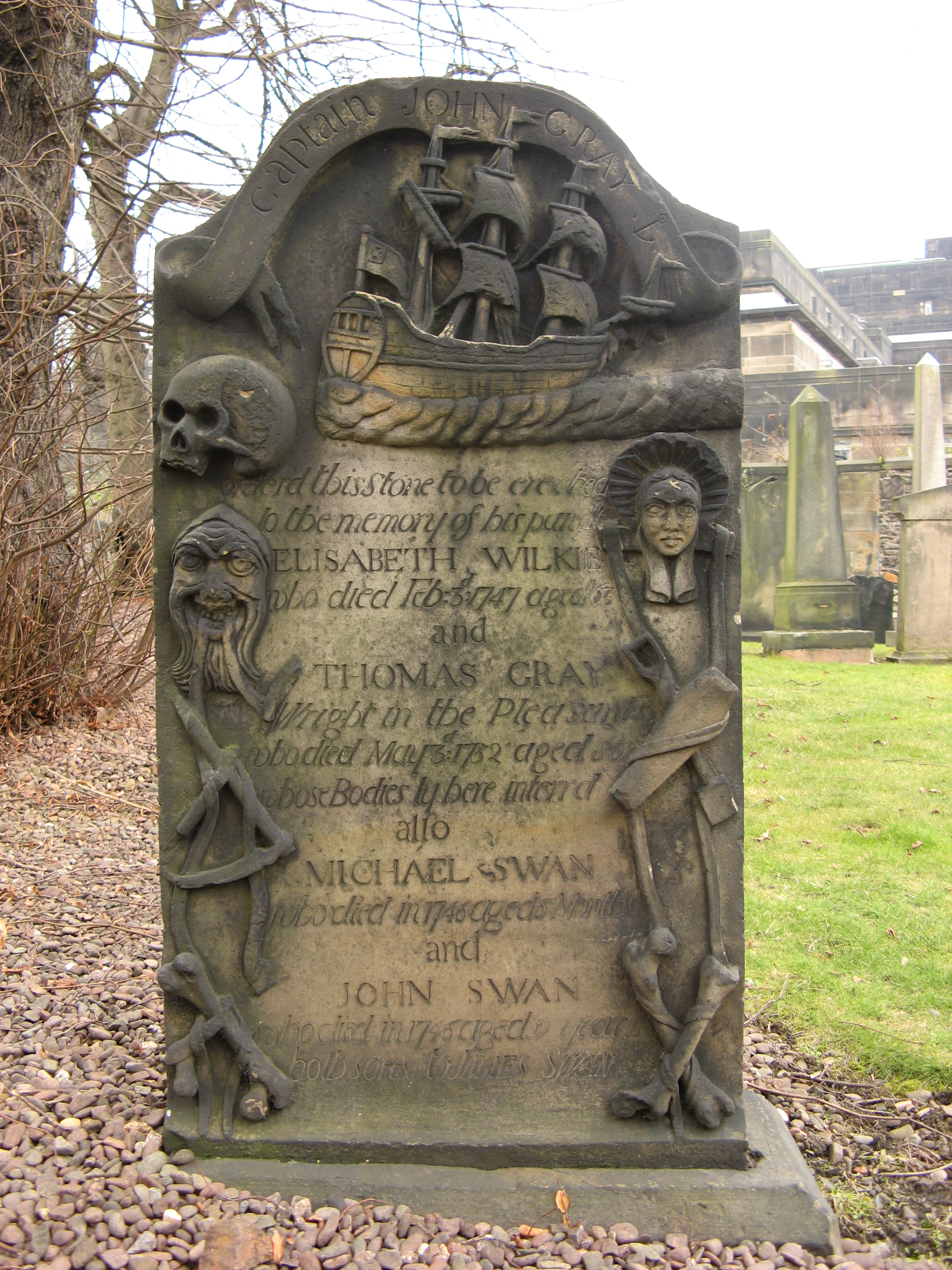
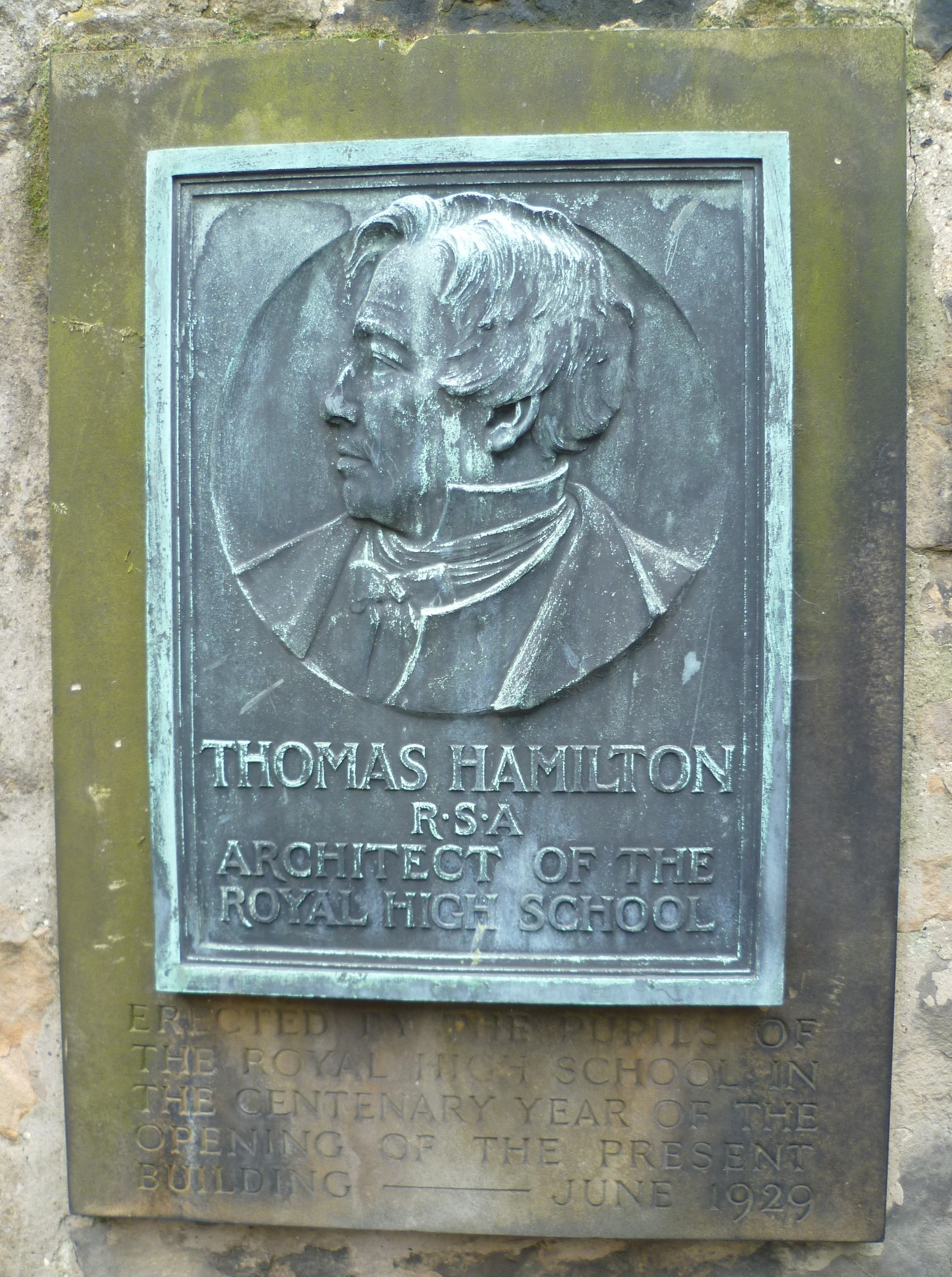
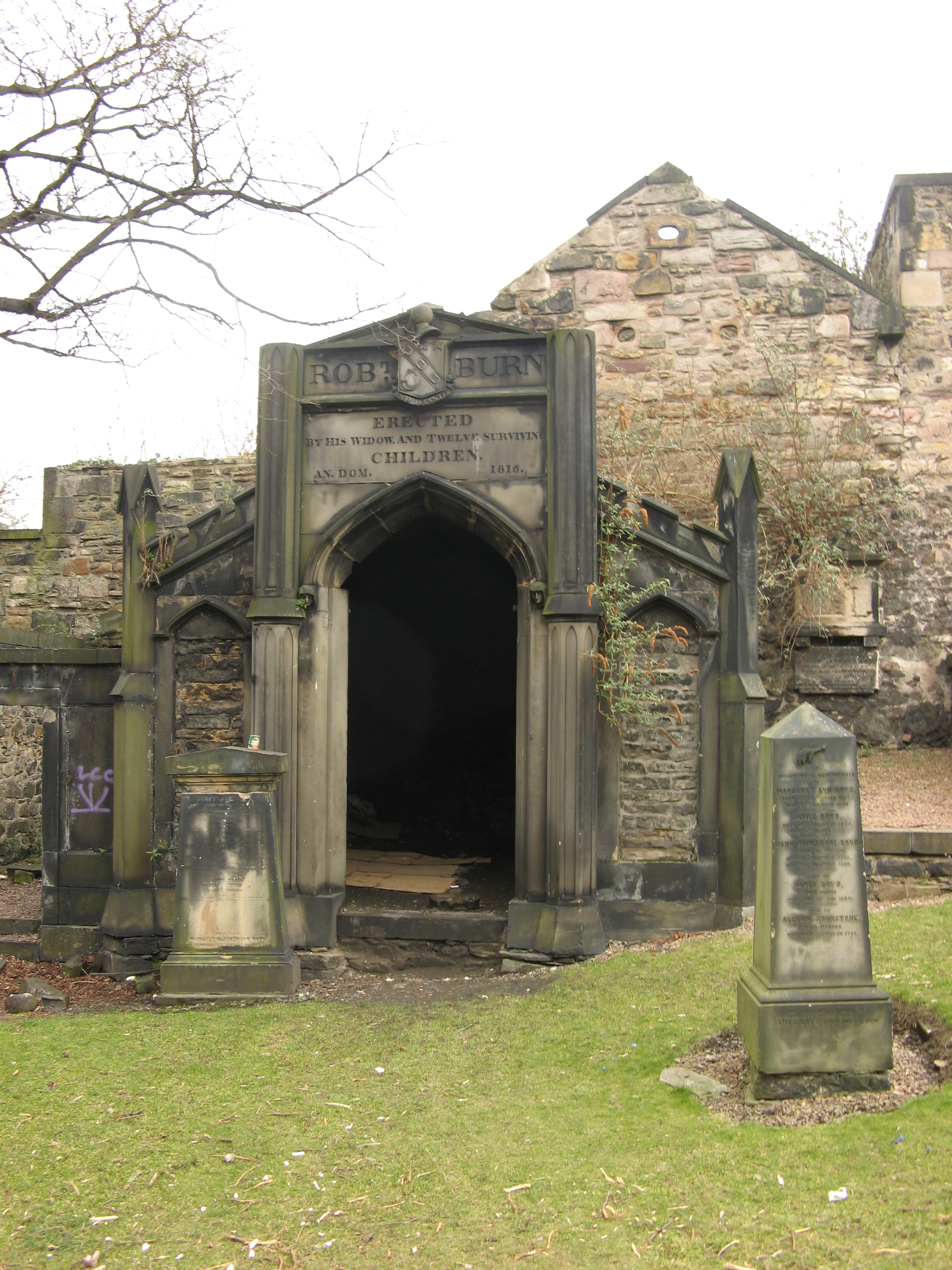